# Pearly Gates (bài hát)
"Pearly Gates" là một ca khúc của nam ca sĩ nhạc rap người Mỹ Pitbull hợp tác với nữ ca sĩ Nayer. Ca khúc được phát hành vào ngày 1 tháng 2 năm 2010. Ca khúc này được sáng tác bởi Pitbull và được sản xuất bởi Jim Jonsin và DJ Noodles. "Pearly Gates" có sử dụng đoạn nhạc mẫu từ một ca khúc nổi tiếng của DJ Sammy năm 2001, "Heaven".

## Video âm nhạc
Video âm nhạc cho "Pearly Gates" được đạo diễn bởi David Rousseau. Trong video có sự xuất hiện của cả Pitbull và Nayer.

## Danh sách ca khúc
- Tải kỹ thuật số[3]

1. "Pearly Gates"  – 3:22

## Xếp hạng
| Bảng xếp hạng (2010–11)                            | Vị trí cao nhất |
| -------------------------------------------------- | --------------- |
| LỖI: PHẢI CUNG CẤP year CHO BẢNG XẾP HẠNG Slovakia | 67              |

## Lịch sử phát hành
| Quốc gia | Ngày               | Định dạng       | Hãng đĩa        |
| -------- | ------------------ | --------------- | --------------- |
| Mỹ       | 1 tháng 2 năm 2010 | Tải kỹ thuật số | Polo Grounds, J |